# Marcilly-le-Châtel
Marcilly-le-Châtel é uma comuna francesa na região administrativa de Auvérnia-Ródano-Alpes, no departamento de Loire. Estende-se por uma área de 16,32 km². Em 2010 a comuna tinha 1 438 habitantes (densidade: 88,1 hab./km²).